# La conversió de sant Pau (Miquel Àngel)
La conversió de sant Pau és un fresc del pintor renaixentista italià Miquel Àngel, executat a la Capella Paulina del Palau Apostòlic (Ciutat del Vaticà). Data de l'any 1542-1545. Mesura 6,25 metres d'alt i 6,61 metres d'ample.